# 黄髯蜂鸟
，是雨燕目蜂鸟科的一种鸟类。
黄髯蜂鸟体重约4.8克，翼长约55.5毫米，嘴峰长约13.2毫米，喙宽度约1.6毫米，喙厚度约1.5毫米，跗蹠长约6.2毫米，尾长约53.1毫米。黄髯蜂鸟在其分布区内为留鸟，其栖息在半开放的灌木丛中，食性为草食性，主要食物来源是植物的花蜜。
黄髯蜂鸟分布于哥伦比亚安第斯山脉中部的金迪奥省和托利马省。该物种是单型物种，没有亚种分化。